# Île de Montréal
Het Île de Montréal (Eiland van Montréal) is het eiland waarop de Canadese stad Montréal ligt. Het is het grootste eiland van de Hochelaga-archipel, de eilanden bij de samenvloeiing van de Saint Lawrencerivier en de Ottawarivier. Het eiland, dat de vorm heeft van een boemerang, is ongeveer 50 kilometer lang en op het breedste punt 16 kilometer breed. De Saint Lawrencerivier stroomt langs de zuidkant ervan. Vervolgens wordt het eiland, tegen de wijzers van de klok in, omgeven door de Rivière des Prairies, het Lac des Deux Montagnes, een tak van de Ottawarivier, en het Lac Saint-Louis. Het eiland is over het algemeen zacht glooiend, met in het midden een opvallende heuvel: de Mont Royal, die met een hoogte van 228 meter vanaf het hele eiland zichtbaar is.
Het Île de Montréal heeft een omtrek van 267 km en oppervlakte van 483 km². Het telt ongeveer 1,8 miljoen inwoners (2007), bijna een kwart van de bevolking van Quebec.
Bestuurlijk vormt het Île de Montréal een van de 17 bestuurlijke regio's van Quebec. Behalve de stad Montréal telt het nog 15 onafhankelijke gemeenten.

## Trivia
- Op het Île de Montréal mag het verkeer niet rechts afslaan door rood licht, terwijl dat in het merendeel van de rest van Quebec wel mag.
- Op het gehele eiland geldt de restrictie dat gebouwen niet hoger gebouwd mogen worden dan het hoogste punt van Mont Royal (233 meter boven zeeniveau). Praktisch gezien mogen gebouwen in het centrum daarom maximaal ca. 200 meter hoog gebouwd worden, alhoewel in december 2011 er plannen zijn voortgebracht om deze maatregel te versoepelen.[1] Momenteel zijn er slechts twee gebouwen die dit maximum hebben gehaald: 1000 de La Gauchetière (205 meter) en 1250 René-Lévesque (199 meter).